# Martirio di san Sebastiano (Perugino)
Il Martirio di san Sebastiano è un affresco di Pietro Perugino, databile al 1505  e conservato nella chiesa di San Sebastiano a Panicale.

## Descrizione e stile
Il martirio di san Sebastiano, militare romano condannato per via della sua fede cristiana alla crivellatura di frecce, avviene in una specie di piazzale porticato, con una serie di solenni archi all'antica sullo sfondo e un pavimento a riquadri in prospettiva, al centro del quale si trova un ampio basamento dove Sebastiano è legato a una colonna, mentre tutt'intorno, in bilanciate posizioni simmetriche, quattro aguzzini stanno colpendolo con le frecce. In alto, sotto una sorta di timpano decorato da bassorilievi dipinti, si trova il Padre Eterno circondato da due angeli, da cherubini e serafini entro un nimbo luminoso, benedicente il santo che gli rivolge lo sguardo. 
Numerosi sono gli elementi tratti dall'architettura classica, anche se reinterpretati con fantasia. In lontananza, oltre gli archi, si distende un dolcissimo paesaggio che sfuma a perdita d'occhio secondo le leggi della prospettiva aerea. San Sebastiano è raffigurato in maniera ormai convenzionale, col corpo seminudo elegantemente bilanciato in una posa "a contrapposto", ispirata alla statuaria antica. Il movimento degli arcieri, con i due angeli che sembrano accorrere, è l'unico accenno di movimento nella scena che altrimenti risulta dominata da un senso di pacata tranquillità, alla ricerca di una forma idealmente perfetta.